# 布托沃 (列宁区)
布托沃（羅馬化：Butovo）是俄罗斯莫斯科州的工人村（市级镇），属州辖市维德诺耶市（列宁城市区），地处莫斯科州中部，在区行政中心维德诺耶西、州府莫斯科南侧，镇以西为莫斯科直辖市管辖范围。该地2019年成为市级镇，此前为村庄。
该地2021年人口有5,970人；2002年人口52人。